# Sleutels van de stad

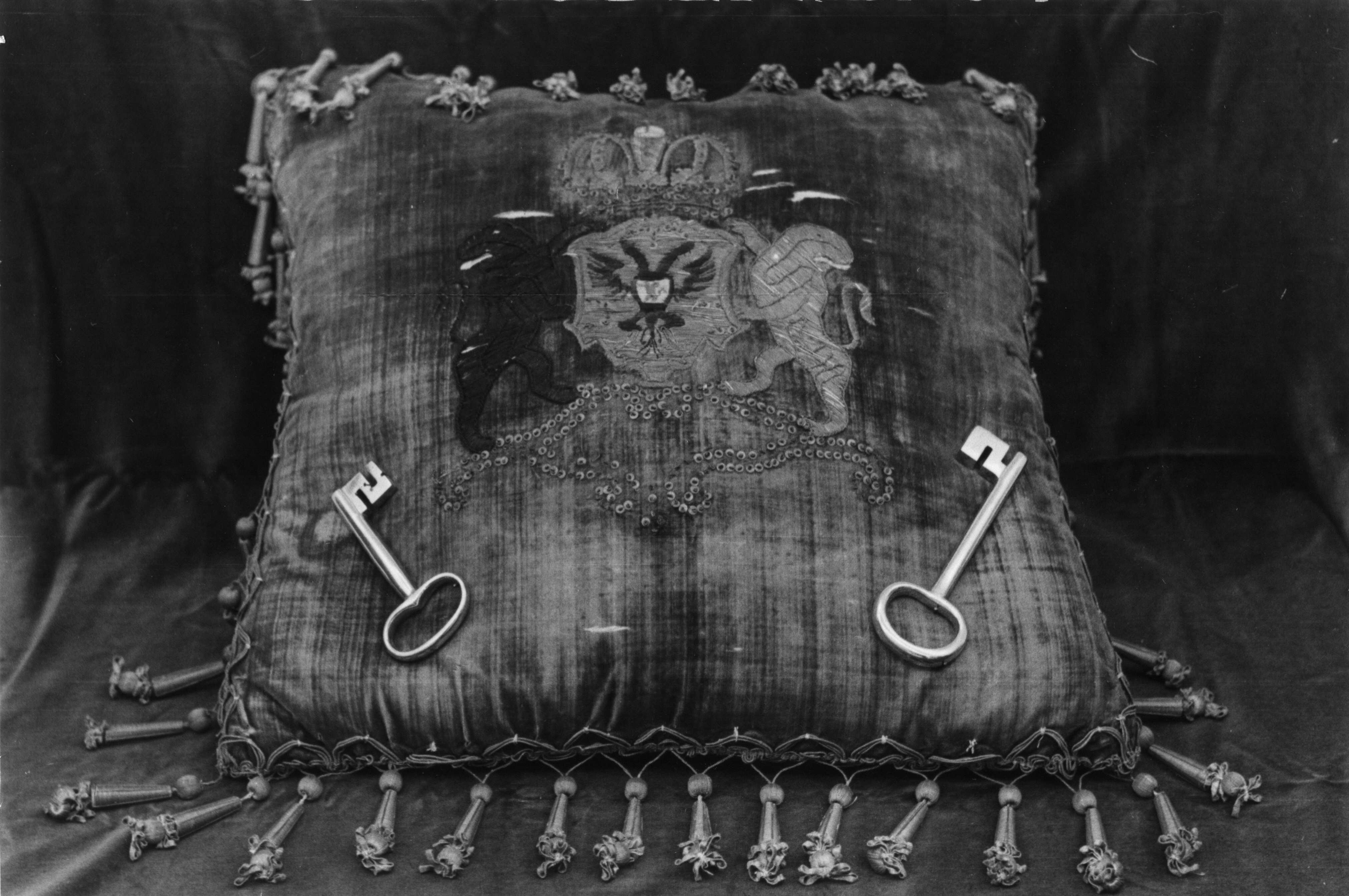
Stadssleutels van Amsterdam

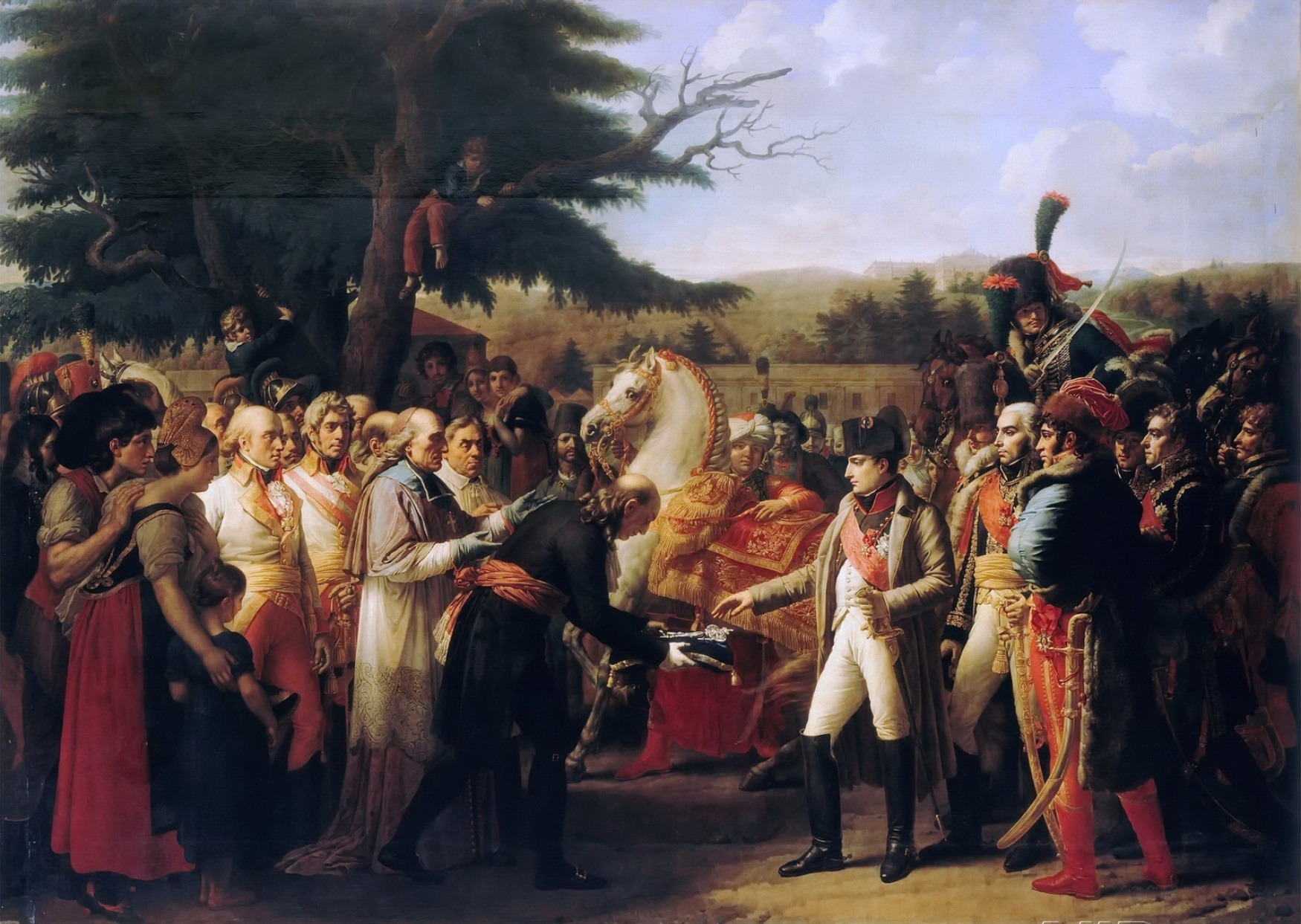
Napoleon I ontvangt de sleutels van de stad Antwerpen, door Ingres

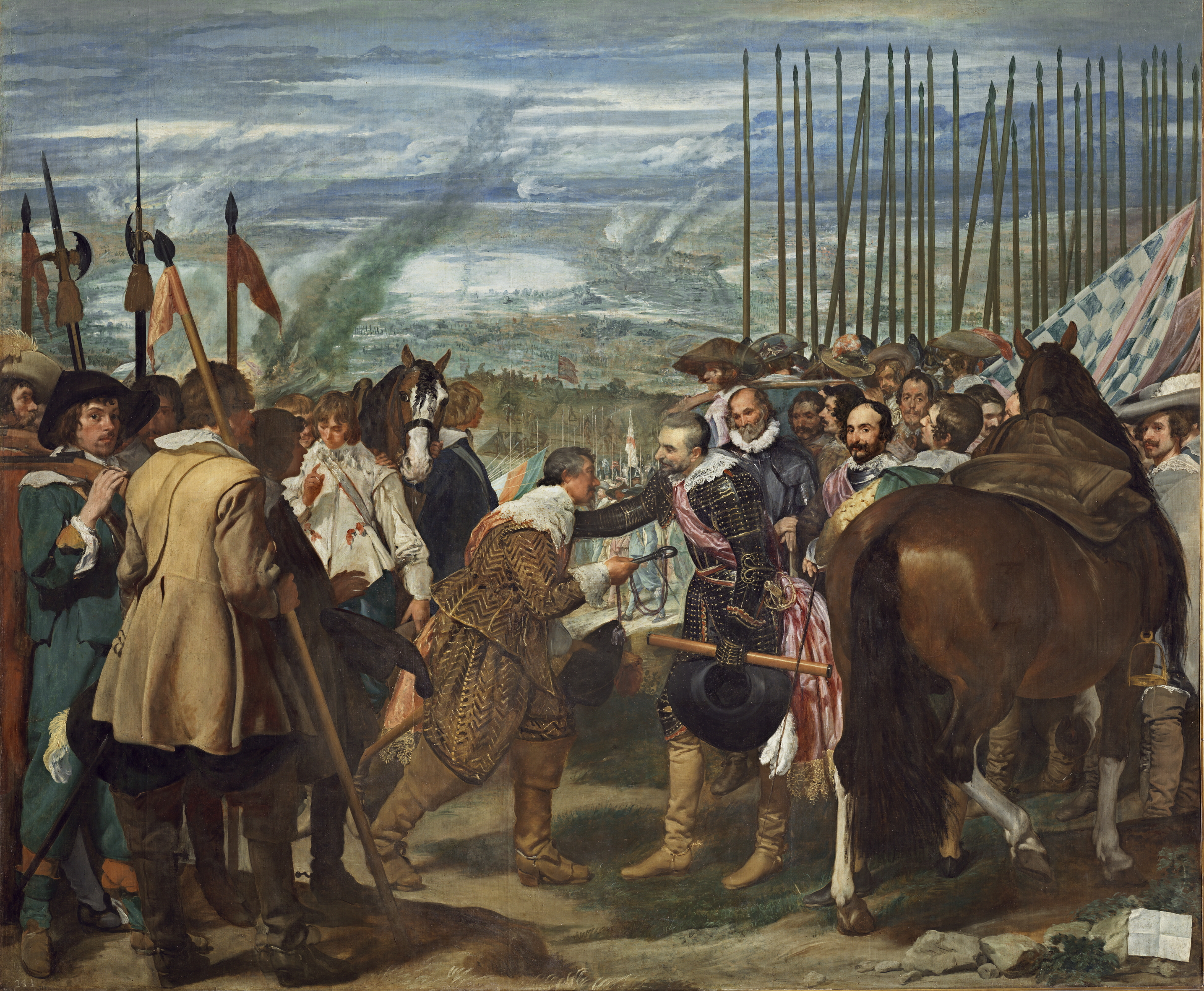
De overgave van Breda, door Velázquez

Het gebruik om de sleutels van een stad aan een vorst aan te bieden stamt uit de middeleeuwen. Door de sleutels van de stadspoorten te overhandigen gaven de stadsbestuurders aan dat zij op dat moment niet meer de hoogste gezagsdragers binnen de stad waren, maar dat de vorst dit was. Het overhandigen van de sleutels had dus een belangrijke symbolische betekenis, namelijk de erkenning van het gezag van de heerser. Wanneer hij de stad verliet gaf de vorst de sleutels weer terug, aangezien deze anders onverdedigbaar zou worden.
De sleutel werd meestal op een kussen gelegd en door een afvaardiging van de burgerij, vaak vergezeld door priesters en militairen, buiten de stadspoorten aangeboden. Toen de stadspoorten niet meer werden afgesloten, werd het overhandigen van de sleutels louter symbolisch.
Groningen heeft nog in 1810 vergulde zilveren sleutels laten maken om deze aan Napoleon aan te kunnen bieden. Napoleon heeft zich de sleutels van onder andere Berlijn, Amsterdam en Wenen laten aanbieden. De zeer zelfbewuste keizer maakte er een gebruik van om de sleutels zittend op zijn witte schimmel aan te nemen. Toen hij in 1812 voor Moskou stond, was hij verbaasd dat hem geen deputatie van het gemeentebestuur tegemoetkwam om de sleutels van de Russische hoofdstad aan te bieden.
Ook de Oranjes hebben bij gelegenheid sleutels van steden ontvangen. Het was gebruik om de sleutels na overhandigen weer aan de burgemeester terug te geven.
In tal van stedelijke schatkamers en musea worden sleutels bewaard. Zo zijn de koperen sleutels van Rotterdam uit 1809 bewaard.

## Carnaval
In diverse steden krijgt de Prins Carnaval, bij het begin van de carnaval de sleutels van de stad en daarmee symbolisch ook het gezag.